# Horst Groll
Horst Groll (* 25. Juli 1924; † 17. April 2017) war ein deutscher Hochschul-Professor für Hochfrequenz- und Mikrowellentechnik.

## Leben
Grolls Eltern waren der Pathologe Hermann Groll und dessen Frau Alice geb. Grimm. Nach der Schulausbildung in München und Würzburg legte Horst Groll im Kriegsjahr 1942 das Abitur ab und wurde kurz darauf zum Wehrdienst eingezogen. Er diente als Flugbeobachter und Navigationslehrer. Nach dem Krieg begann er das Studium der Elektrotechnik an der damaligen Technischen Hochschule (TH) und heutigen Technischen Universität (TU) München, das er 1949 als Diplom-Ingenieur (Dipl.-Ing.) abschloss.
Mit seiner Dissertation Leistungsmessung mittels Transistoren bei hohen Frequenzen wurde er 1951 bei Professor Meinke zum Doktor-Ingenieur (Dr.-Ing.) promoviert. Anschließend wurde er wissenschaftlicher Assistent bei Meinke und arbeitete zugleich bei der Firma Pintsch-Electro GmbH in Konstanz. Im Jahr 1959 habilitierte er in München mit der Arbeit Frequenzbandkompression zur Übertragung und Magnetbandspeicherung von Radarbildern. Nachdem er 1965 zum außerplanmäßigen Professor ernannt worden war, wurde er 1967 der Abteilungsvorsteher der Abteilung Mikrowellentechnik des Lehrstuhls für Hochfrequenztechnik an der TH München. Im Jahr 1975 wurde er Ordentlicher Professor (Ordinarius) und Inhaber des dort neu gegründeten Lehrstuhls für Mikrowellentechnik. Er blieb es bis zu seiner Emeritierung im Jahre 1993.
Groll betreute zahlreiche Diplomanden und Doktoranden und blieb der Mikrowellentechnik auch noch lange nach seiner Emeritierung eng verbunden. Er war Mitglied in der International Union of Radio Science (URSI), der Nachrichtentechnischen Gesellschaft (NTG, heute Informationstechnische Gesellschaft ITG), der Deutschen Gesellschaft für Ortung und Navigation (DGON) und in anderen wissenschaftlichen Gremien. Im Jahr 1983 war er der General Chairman der in Nürnberg stattfindenden 13. Europäischen Mikrowellenkonferenz (EuMC). Er starb im Alter von 92 Jahren.

## Schriften (Auswahl)
- Mikrowellenmesstechnik, Vieweg+Teubner Verlag 1969, ISBN 978-3-663-00790-6